# Milan Nemec
Milan Nemec (* 14. února 1959) je bývalý slovenský fotbalový záložník či útočník, reprezentant Československa. Později se stal fotbalovým trenérem. Jeho synem je slovenský fotbalový reprezentant Adam Nemec.

## Klubová kariéra
V československé lize nastoupil ve 275 utkáních a dal 52 gólů. Hrál za Slovan Bratislava (1976–1977), Duklu Banská Bystrica (1979–1990) a německý FC Rot-Weiß Erfurt. 3x startoval v evropských pohárech a dal zde 2 branky. V sezoně 1982/83 se stal nejlepším střelcem I. SNFL s 22 brankami. V Poháru UEFA nastoupil ve 3 utkáních a dal 2 góly. Vítěz Slovenského poháru 1981.

## Reprezentační kariéra
Za československou reprezentaci odehrál roku 1984 dvě přátelská utkání, první 28. března v Erfurtu proti reprezentaci NDR (prohra 1:2) a druhé 16. května v Praze proti Dánsku (výhra 1:0). Dvakrát hrál také v olympijském výběru (1 gól).

## Ligová bilance
| Ročník                                      | Zápasy | Góly | Klub                  |
| ------------------------------------------- | ------ | ---- | --------------------- |
| 1. československá fotbalová liga 1976/77    | 10     | 0    | Slovan Bratislava     |
| 1. československá fotbalová liga 1979/80    | 19     | 5    | Dukla Banská Bystrica |
| 1. československá fotbalová liga 1980/81    | 29     | 5    | Dukla Banská Bystrica |
| 1. československá fotbalová liga 1981/82    | 28     | 10   | Dukla Banská Bystrica |
| 1. slovenská národní fotbalová liga 1982/83 | 29     | 22   | Dukla Banská Bystrica |
| 1. československá fotbalová liga 1983/84    | 30     | 5    | Dukla Banská Bystrica |
| 1. československá fotbalová liga 1984/85    | 29     | 6    | Dukla Banská Bystrica |
| 1. československá fotbalová liga 1985/86    | 24     | 5    | Dukla Banská Bystrica |
| 1. československá fotbalová liga 1986/87    | 24     | 6    | Dukla Banská Bystrica |
| 1. československá fotbalová liga 1987/88    | 28     | 6    | Dukla Banská Bystrica |
| 1. československá fotbalová liga 1988/89    | 25     | 2    | Dukla Banská Bystrica |
| 1. československá fotbalová liga 1989/90    | 29     | 2    | Dukla Banská Bystrica |
| CELKEM 1. liga                              | 275    | 52   |                       |